# 양산박

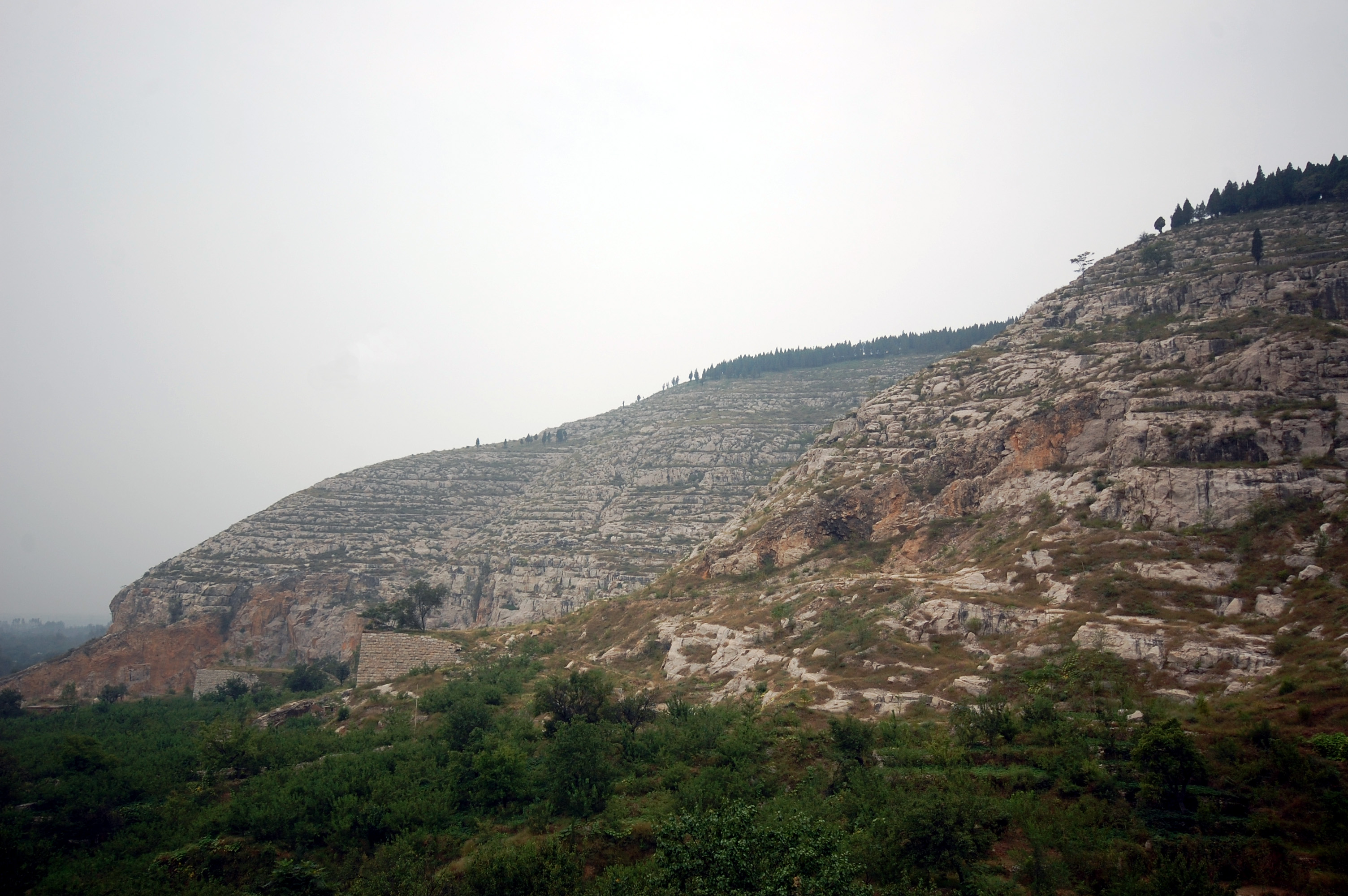
양산박(梁山泊)

양산박(梁山泊)은 산둥성 지닝 시의 량산현에 존재하는 습지이다. 경내에는 양산(梁山)이 있고, 이곳이 《수호전》(水滸傳)에 등장하는 양산박이다.

## 역사
양산박이 있던 자리(현재의 산둥성 서부)는 황하에 의해 형성된 해발 제로 미터 이하의 내륙 저지대이며, 일대는 옛부터 황하의 범람이 반복됨에 따라 무수한 수로와 습지가 생겨났다. 특히 오대 십국 시대인 944년 황하의 범람 때, 제방이 터지면서 강물이 흘러들었고, 이 땅에는 큰 습지가 생겨났다. 양산박(梁山泊)의 이름이 나타나는 것은 오대에서 북송 무렵으로, 인근에 양산이라는 이름의 산이 있었다 하여 양산박이라 불렀다.
양산박의 상류에 해당하는 현재의 허난성 동부에서는 황하의 대범람이 북송 때에도 1019년, 1077년으로 이어져 양산박은 더욱 규모를 키웠다. 이윽고 11세기 말경부터 수로와 과거에 구릉이었던 섬이 뒤엉킨 양산박은 도적과 정부에 항거하는 자들의 소굴이 되어 송나라를 크게 괴롭혔다.
북송을 대신하여 이 땅을 지배하던 금나라 때인 1194년에는 황하의 대범람이 일어나 강은 이 지역에서 남북으로 갈라지고, 산동 반도의 남쪽, 회하 방면으로 흐르는 남류가 1855년까지 700년에 걸쳐 본류가 되는데, 처음에는 황하는 양산박에 쏟아져 갈라져 있었다고 한다. 그 후 잦은 하도의 변천을 거쳐 이윽고 메마르기 시작하여 소실되었다.

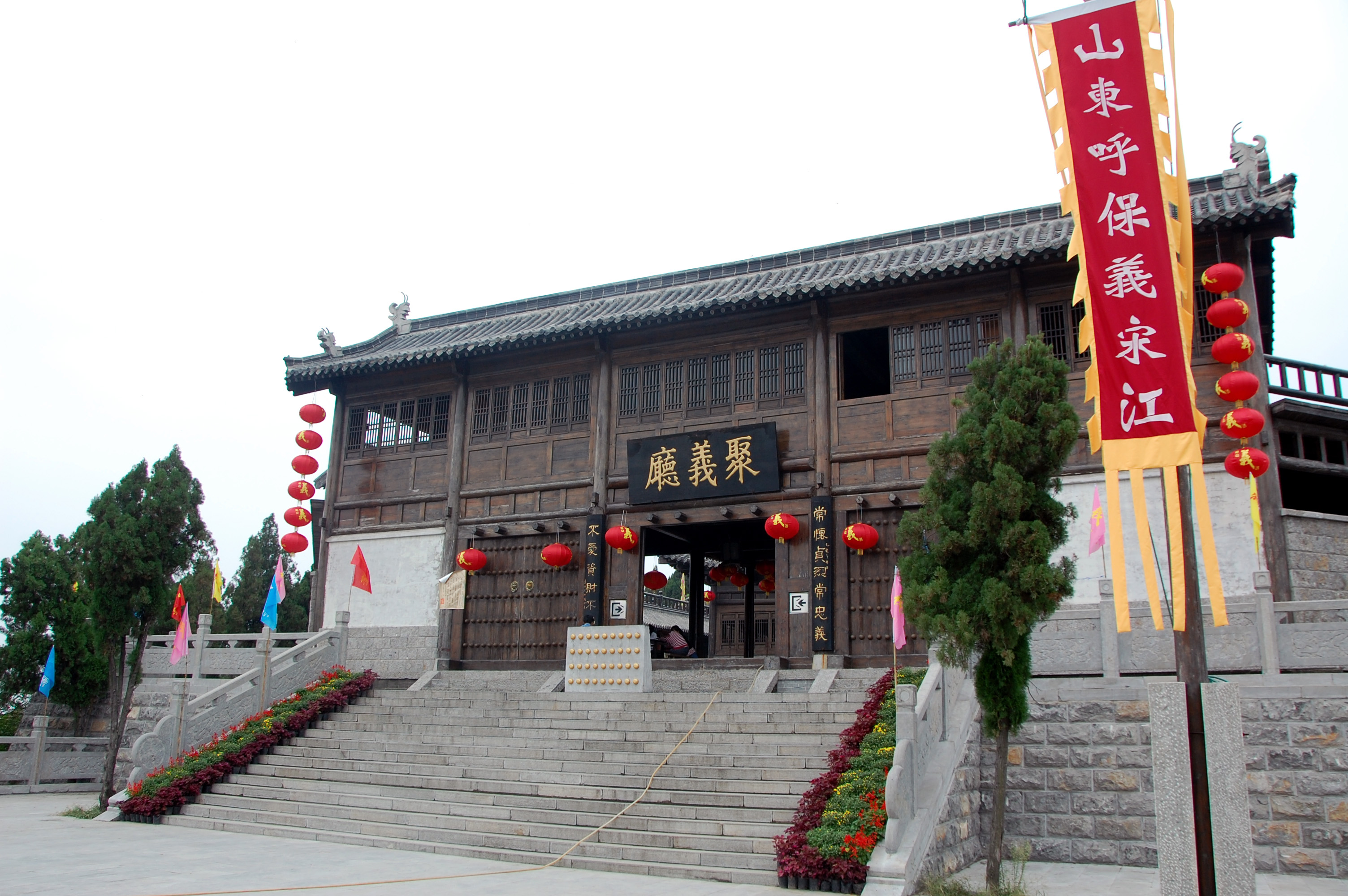
수박양산풍경구(水泊梁山風景區)

양산박 부근에 횡행한 반란자 중에서도 북송 말기인 12세기 초 하북에서 봉기하여 산동 일대에서 10군을 제압한 송강의 반란군은 맹위를 떨쳤다. 14세기 원나라 때 편찬된 송사 후몽(侯蒙)전에는 '송강이 경동(북송 수도인 개봉부의 동쪽, 현재의 산둥성 서부)을 공격', '송강과 36인이 제(齊)·위(魏)에 횡행하여 관군이 수만 명이 되어도 감히 대항할 수가 없음'이라고 되어 있다. 곧이어 송강의 반란은 진압되지만, 이 사실을 바탕으로 양산박의 송강과 36명의 호걸들이 농성하는 이야기가 만들어져 명나라 초에 양산박에 모이는 108명의 호걸을 주인공으로 하는 소설 《수호전》이 정리되었다.
현재의 양산박은 습지의 모습을 전혀 간직하고 있지 않으나 일대는 수박양산풍경구(水泊梁山風景區) 등 관광지화되어 소설 속 산채를 복원한 시설이 있다.

## 기타
- 《수호전》에서의 의미가 전환되어 '뛰어난 인물들이 모이는 장소'로 사용되기도 한다.
- 대한민국에서는 일반 음식점과 중화요리집의 상호명으로 사용되기도 한다.

## 같이 보기
- 수호전
- 수호전 108성
- 송강